# Linea 17 (metropolitana di Pechino)
La linea 17 (in cinese 北京地铁17号线S, Běijīng dìtiě shíqī hào xiànP) è una linea attiva della metropolitana di Pechino.
Inaugurata il 31 dicembre 2021, e gestita dalla Beijing MTR Corporation Limited, la linea è totalmente sotterranea e ha una lunghezza totale di 49,7 chilometri, ed è rappresentata dal colore turchese. In tale data è stata inaugurata solamente la sezione sud della linea, composta da un totale di 7 stazioni, da Shilihe a Jiahuihu.
Il 30 dicembre 2023 è entrata in servizio la sezione nord della linea, che aggiunge altre 10 stazioni, da Future Science City North fino allo Stadio dei Lavoratori (esclusa la fermata Wangjingxi), portando il totale a 14 fermate.
La restante parte della sezione centrale, prevista dal progetto complessivo della linea 17 e composta da ulteriori 4 stazioni, porterà il totale delle fermate a 21. La sua inaugurazione era inizialmente prevista per l'ottobre 2024 ma in seguito posticipata al 2025.
Poiché il tratto centrale (tra lo Stadio dei Lavoratori e Shilihe) è ancora in costruzione, la linea è attualmente operativa in due sezioni separate: il tratto nord (da Future Science City North a Stadio dei Lavoratori) e il tratto sud (da Shilihe a Jiahuihu).

## Storia

### Progettazione e valutazioni
I primi ragionamenti sulla linea 17 vennero fatti nel 2011, quando il Comitato per la pianificazione urbana di Pechino dichiarò la progettazione di una linea con un percorso da est a ovest che avrebbe collegato il Distretto finanziario di Pechino, permettendo interscambi con le linee 4 e 5. In seguito, però, il progetto iniziale venne abbandonato e sostituito con la linea 28.
Nel febbraio 2012 il Comitato per la pianificazione urbana di Pechino identificò un nuovo percorso per la linea 17 il quale, da nord a sud, prevedeva un collegamento tra le stazioni di Tiantongyuan e Yizhuang, correndo parallelamente alla linea 5. Il 15 giugno 2012 il Governo di Pechino ha divulgato la lista provvisoria delle stazioni della linea 17.
Nell'ottobre 2013 sono state confermate la tratta e le stazioni interessate dalla linea 17, dichiarando che la linea sarebbe partita dal Future Science City, nel distretto di Changping, fino al distretto di Tongzhou a sud, con una lunghezza totale di 49,7 km e un inizio dei lavori fissato al 2014.
Nel marzo 2014 è stata effettuata la prima valutazione di impatto ambientale della linea 17. I primi risultati sono stati pubblicati nel luglio 2015 attraverso il Rapporto semplificato sull'impatto ambientale del progetto della linea 17 della metropolitana di Pechino redatto dall'Accademia cinese delle scienze ferroviarie, evidenziando la cancellazione della realizzazione della stazione di Yong'anlibei. La fattibilità della linea 17 è stata approvata dalla Commissione per lo sviluppo e la riforma della città di Pechino nel dicembre dello stesso anno.
Il 1º febbraio 2016 sono state pubblicate alcune modifiche al rapporto sulla valutazione di impatto ambientale, modificando in "sotterranee" quattro stazioni della porzione settentrionale della linea inizialmente progettate come sopraelevate. Il rapporto è stato poi approvato ufficialmente il 24 febbraio.

### Lavori di realizzazione
I lavori di costruzione della linea 17 sono stati avviati nel maggio 2016. La prima talpa meccanica, denominata Jingye, è stata utilizzata nell'aprile 2018. A maggio le strutture principali delle stazioni nell'area del Future Science City erano state ultimate e a fine ottobre sono iniziati i lavori alla stazione di Taiyanggong.
Durante il 2019 i lavori sono proseguiti ininterrottamente: nella sezione sud sono state ultimate le strutture principali delle stazioni tra Shibalidian e Ciqu, mentre nella sezione settentrionale è stata portata avanti la talpa meccanica per realizzare la galleria fino a Tiantongyuandong. Durante il 2020 sono continuati i lavori di scavo e di costruzione delle stazioni in entrambe le sezioni della linea.
Il 10 settembre 2021 la sezione meridionale della linea 17 ha avviato la sua fase di pre esercizio, inaugurando il 31 dicembre 2021 i primi 15,8 km e 7 stazioni della linea 17.
Durante il 2022 sono proseguiti regolarmente i lavori di realizzazione delle sezioni settentrionali e centrali della linea: a gennaio è stata conclusa la struttura principale della stazione di Tiantongyuandong; è entrata nella sua fase operativa la talpa meccanica per lo scavo della galleria tra Shilihe e Panjiayuanxi; è stato ultimato il tunnel tra Wangjingxi e Taiyanggong.
Nel marzo 2023 è stato pubblicato il Piano di costruzione del sistema ferroviario urbano, all'interno del quale viene reso noto che l'apertura della sezione nord della linea 17 è stata pianificata entro il 2023 e che i restanti lavori di realizzazione sono entrati nella "fase sprint" per riuscire a traguardare la data. A fine marzo 2023 tutte le strutture principali delle stazioni rientranti nella sezione settentrionale della linea, da Future Science City North a Stadio dei Lavoratori, sono state completate. Il 29 agosto dello stesso anno la porzione nord della linea è entrata nella sua fase di pre esercizio, in linea con i tempi di apertura al pubblico entro la fine dell'anno.
Il 30 dicembre 2023 è stata inaugurata la sezione nord della linea 17 dalla stazione di Future Science City North fino a Stadio dei Lavoratori, con eccezione della stazione Wangjingxi.
L'apertura della sezione intermedia della linea 17, consistente di altre 4 stazioni, sarà inaugurata nel 2025.

## Tratta e servizio

### Tragitto
Il progetto completo della linea 17 prevede un percorso di quasi 50 chilometri che collega i distretti di Changping, Chaoyang, Dongcheng e Tongzhou. Una volta ultimata, la linea consentirà un collegamento dalla zona della cittadella del Future Science City, nel distretto di Changping, situato nella parte nord-est di Pechino, fino alla stazione di Jiahuihu, situata a sud-est nel distretto di Tongzhou. Tramite la linea 17 sono previsti interscambi con le linee 1, 3, 6, 7, 10, 12, 13, 14, 15, 28, Changping e Yizhuang.

### Tariffazione
La tariffazione parte da un prezzo di ¥3 (circa €0,40) a seconda della distanza di viaggio totale da percorrere, fino a un massimo di ¥5 (circa €0,60) per percorrere tutta la linea. Se si effettuano interscambi con altre linee il prezzo può aumentare fino a un massimo di ¥8 (circa €1) in base alla distanza percorsa.

### Orario di servizio
La prima corsa in direzione Shilihe parte ogni giorno dalla stazione di Jiahuihu alle 5:30 e effettua l'ultimo servizio alle 22:30. In direzione opposta, il primo treno da Shilihe a Jiahui è attivo alle 5:55 e si conclude con l'ultima corsa alle 22:30.

## Percorso e stazioni

### Percorso
| Urban head station in tunnel |

| Transverse water | Unknown route-map component "utKRZW" | Transverse water |

| Urban tunnel station on track |

|  |  | Unknown route-map component "utABZgl+l" | Unknown route-map component "utSTReq" | Unknown route-map component "uKDSTeq" |

| Urban tunnel station on track |

| Transverse water | Unknown route-map component "utKRZW" | Transverse water |

| Urban tunnel station on track |

| Unknown route-map component "uCONTgq" | Unknown route-map component "utKRZ" | Unknown route-map component "uSTR+r" |

|  | Unknown route-map component "CONTgq" | Unknown route-map component "umtKRZ" | Unknown route-map component "umKRZo" | Unknown route-map component "CONTfq" |

|  |  | Urban tunnel station on track | Urban straight track |  |

|  | Transverse water | Unknown route-map component "utKRZW" | Unknown route-map component "uhKRZWae" | Transverse water |

|  | Unknown route-map component "uSTR+l" | Unknown route-map component "utKRZ" | Unknown route-map component "uSTRr" |  |

|  | Urban station on track + Unknown route-map component "HUBaq" | Unknown route-map component "uetBHF" + Unknown route-map component "HUBq" | Unknown route-map component "HUBlg" |  |

|  | Unknown route-map component "utCONTgq" | Unknown route-map component "uKRZt" | Unknown route-map component "utKRZtu" | Unknown route-map component "utBHFq" + Unknown route-map component "HUBe" | Unknown route-map component "utCONTfq" |  |

|  | Unknown route-map component "uCONTgq" | Unknown route-map component "uSTRr" | Urban tunnel straight track |  |  |  |

|  | Urban tunnel station on track + Unknown route-map component "HUB2" | Unknown route-map component "HUBc3" |

|  | Unknown route-map component "utCONTgq" | Unknown route-map component "utKRZtu" + Unknown route-map component "HUBc1" | Unknown route-map component "utBHFq" + Unknown route-map component "HUB4" | Unknown route-map component "utCONTfq" |

| Transverse water | Unknown route-map component "utKRZW" | Transverse water |

| Unknown route-map component "utSTRc2" | Unknown route-map component "utABZg3" |  |

| Unknown route-map component "utSTRc2" | Unknown route-map component "utSTR3+1" | Urban tunnel straight track + Unknown route-map component "utSTRc4" |  |  |

| Unknown route-map component "utCONTgq" | Unknown route-map component "utABZq1" | Unknown route-map component "utBHFq" + Unknown route-map component "HUB2" + Unknown route-map component "utSTRc4" | Unknown route-map component "utKRZtu" + Unknown route-map component "HUBc3" | Unknown route-map component "utCONTfq" |  |  |

|  | Unknown route-map component "HUBc1" | Urban tunnel station on track + Unknown route-map component "HUB4" |  |  |

| Urban tunnel station on track |

| Unknown route-map component "utCONTgq" | Unknown route-map component "utKRZtu" | Unknown route-map component "utCONTfq" |

| Transverse water | Unknown route-map component "utKRZW" | Transverse water |

|  | Unknown route-map component "utCONTgq" | Unknown route-map component "utABZq2" | Unknown route-map component "utTINTt" + Unknown route-map component "utSTRc3" | Unknown route-map component "utCONTfq" |  |  |

| Unknown route-map component "utENDExe" |

|  | Unknown route-map component "uextBHF" + Unknown route-map component "HUBaq" | Unknown route-map component "HUBlg" |

|  | Unknown route-map component "utCONTgq" | Unknown route-map component "uxtKRZtu" | Unknown route-map component "utBHFq" + Unknown route-map component "HUB" | Unknown route-map component "utCONTfq" |

|  |  | Unused urban tunnel straight track | Unknown route-map component "uextKBHFaq" + Unknown route-map component "HUB" | Unknown route-map component "uextCONTfq" |

|  |  | Unused urban tunnel straight track | Unknown route-map component "uextKBHFaq" + Unknown route-map component "HUBe" | Unknown route-map component "uextCONTfq" |

|  | Unknown route-map component "uextBHF" + Unknown route-map component "HUB2" | Unknown route-map component "HUBc3" |

|  | Unknown route-map component "utCONTgq" | Unknown route-map component "uxtKRZtu" + Unknown route-map component "HUBc1" | Unknown route-map component "utBHFq" + Unknown route-map component "HUB4" | Unknown route-map component "utCONTfq" |

| Transverse water | Unknown route-map component "uextKRZW" | Transverse water |

| Unknown route-map component "CONTgq" | Unknown route-map component "uxmtKRZ" | Unknown route-map component "CONTfq" |

| Unknown route-map component "utCONTgq" | Unknown route-map component "utBHFq" + Unknown route-map component "HUB2" | Unknown route-map component "uxtKRZtu" + Unknown route-map component "HUBc3" | Unknown route-map component "utCONTfq" |  |

| Unknown route-map component "HUBc1" | Unknown route-map component "uextBHF" + Unknown route-map component "HUB4" |  |

| Unknown route-map component "uextBHF" |

| Unknown route-map component "utCONTgq" | Unknown route-map component "utBHFq" + Unknown route-map component "HUBa" | Unknown route-map component "uxtKRZtu" | Unknown route-map component "utCONTfq" |  |

| Unknown route-map component "utCONTgq" | Unknown route-map component "utBHFq" + Unknown route-map component "HUB" | Unknown route-map component "uxtKRZtu" | Unknown route-map component "utCONTfq" |  |

| Unknown route-map component "HUB" | Unknown route-map component "utENDExa" |  |

| Unknown route-map component "HUBlf" | Urban tunnel station on track + Unknown route-map component "HUBeq" |  |

| Urban tunnel station on track |

| Urban tunnel station on track |

| Unknown route-map component "CONTgq" | Unknown route-map component "umtKRZ" | Unknown route-map component "CONTfq" |

| Unknown route-map component "hCONTgq" | Unknown route-map component "umtKRZh" | Unknown route-map component "hCONTfq" |

| Urban tunnel station on track |

| Transverse water | Unknown route-map component "utKRZW" | Transverse water |

| Urban tunnel station on track |

|  | Urban tunnel station on track + Unknown route-map component "HUBaq" | Unknown route-map component "HUBlg" |

|  | Unknown route-map component "utCONTgq" | Unknown route-map component "utKRZtu" | Unknown route-map component "utBHFq" + Unknown route-map component "HUBe" | Unknown route-map component "utCONTfq" |

| Urban tunnel straight track |

|  |  | Unknown route-map component "utABZgl" | Unknown route-map component "utSTReq" | Unknown route-map component "uKDSTeq" |

| Urban End station in tunnel |

### Stazioni
|                           | Nome stazione                      | Nome in cinese, pinyin | Percorrenza (ore) | Distanza (km) | Interscambi    | Note |
| ------------------------- | ---------------------------------- | ---------------------- | ----------------- | ------------- | -------------- | ---- |
| Future Science City North | 未来科学城北 Wèilái kēxuéchéng běi | 0:00                   | 0,00              |               | In uso         |      |
| Future Science City       | 未来科学城北 Wèilái kēxuéchéng     | 0:03                   | 1,66              |               | In uso         |      |
| Tiantongyuandong          | 天通苑东 Tiāntōngyuàn dōng         | 0:10                   | 7,25              |               | In uso         |      |
| Qingheying                | 清河营 Qīnghé yíng                 | 0:13                   | 8,72              |               | In uso         |      |
| Hongjunying               | 红军营 Hóngjūn yíng                | 0:15                   | 11,25             |               | In uso         |      |
| Wangjingxi                | 望京西 Wàngjīng xī                 | —                      | 15,95             |               | In costruzione |      |
| Taiyanggong               | 太阳宫 Tàiyáng gōng                | 0:24                   | 18,90             |               | In uso         |      |
| Xibahe                    | 西坝河 Xībàhé                      | 0:26                   | 19,74             |               | In uso         |      |
| Zuojiazhuang              | 左家庄 Zuǒjiāzhuāng                | 0:29                   | 22,24             |               | In uso         |      |
| Stadio dei Lavoratori     | 工人体育场 Gōngrén tǐyùchǎng       | 0:32                   | 24,57             |               | In uso         |      |
| Dongdaqiao                | 东大桥 Dōngdàqiáo                  | —                      | 25,80             | () L28 ()     | In costruzione |      |
| Yong'anli                 | 永安里 Yǒngānlǐ                    | —                      | 27,34             |               | In costruzione |      |
| Guangqumenwai             | 广渠门外 Guǎngqúmén wài            | —                      | 29,01             |               | In costruzione |      |
| Panjiayuanxi              | 潘家园西 Pānjiāyuán xī             | —                      | 30,95             |               | In costruzione |      |
| Shilihe                   | 十里河 Shílǐhé                     | 0:00                   | 32,61             |               | In uso         |      |
| Zhoujiazhuang             | 周家庄 Zhōujiāzhuāng               | 0:03                   | 34,28             |               | In uso         |      |
| Shibalidian               | 十八里店 Shíbālǐ diàn              | 0:07                   | 36,62             |               | In uso         |      |
| Beishenshu                | 北神树 Běishénshù                  | 0:14                   | 42,46             |               | In uso         |      |
| Ciqubei                   | 次渠北 Cìqú běi                    | 0:18                   | 44,79             |               | In uso         |      |
| Ciqu                      | 次渠 Cìqú                          | 0:21                   | 46,24             |               | In uso         |      |
| Jiahuihu                  | 嘉会湖 Jiāhuìhú                    | 0:25                   | 48,36             |               | In uso         |      |

## Materiale rotabile
| Modello | Imagine | Produttore                      | Anno             | In servizio | Numeri            | Deposito                                         |
| ------- | ------- | ------------------------------- | ---------------- | ----------- | ----------------- | ------------------------------------------------ |
| SFM79   |         | CRRC Qingdao Sifan              | 2019, 2020, 2021 | 35          | 501-581; 539-555; | Ciqu Sud (次渠南车辆段) Xiejiacun (歇甲村车辆段) |
| CCD5035 |         | CRRC Changchun Railway Vehicles | 2019, 2020, 2021 | 35          | 501-581; 539-555; | Ciqu Sud (次渠南车辆段) Xiejiacun (歇甲村车辆段) |